# 西澤昭夫
西澤 昭夫（にしざわ あきお）は日本の経営学者。東北大学名誉教授。元日本ベンチャー学会会長。産学技術移転などに貢献し、アメリカ人以外としては初めてBayh-Dole Awardを受賞した。

## 人物・経歴
新潟県上越市出身。神奈川県立湘南高等学校を経て、1973年新潟大学人文学部経済学科卒業。1975年東京教育大学大学院文学研究科社会学専攻修士課程修了。1980年筑波大学大学院社会科学研究科経済学専攻博士課程満期退学、マネジメントインテリジェンス非常勤研究員。
1982年日本合同ファイナンス入社。1989年日本合同ファイナンス企画部長。1991年Nomura/JAFCO Investment (Asia) Ltd.,取締役。1993年敬和学園大学人文学部国際文化学科助教授。1997年東北大学経済学部教授。1999年東北大学大学院経済学研究科教授、東北大学未来科学技術共同研究センター副センター長。
2004年東北イノベーションキャピタル監査役。2005年東北大学総長特任補佐、東北テクノアーチ代表取締役社長。同年アジアでの産学技術移転制度整備や、IFTTO（国際技術移転組織連合）の設立への貢献が評価され、AUTM（大学技術管理者協会）のBayh-Dole Award 2005を、アメリカ人以外として初めて受賞した。
2013年東北大学名誉教授、東洋大学経営学部教授。2016年東洋大学大学院経営学研究科長、日本ベンチャー学会会長。文部科学省科学技術・学術審議会技術・研究基盤部会産学官連携推進委員会利益相反ワーキング・グループ委員、独立行政法人工業所有権情報・研修館契約監視委員会委員長、「大学発ベンチャー表彰2018」選考委員なども務めた。

## 著作
- 『バイオベンチャーの事業戦略 : 大学発ベンチャーを超えて』（大滝義博と共編）オーム社 2003年
- 『大学発ベンチャー企業とクラスター戦略 : 日本はオースティンを作れるか』（福嶋路と共編著）学文社 2005年
- 『ハイテク産業を創る地域エコシステム』（忽那憲治, 樋原伸彦, 佐分利応貴, 若林直樹, 金井一賴と共著）有斐閣 2012年
- 『大学発バイオベンチャー成功の条件 : 「鶴岡の奇蹟」と地域eco-system』（大滝義博と共編著）創成社 2014年